# 中野慎詞
中野 慎詞（なかの しんじ、1999年6月8日 - ）は、岩手県花巻市出身の競輪選手、自転車競技選手。日本競輪選手会青森支部所属（登録地は岩手県）。日本競輪選手養成所（以下、養成所）第121期生。師匠は佐藤友和（88期）。ホームバンクは紫波自転車競技場。

## 来歴
岩手県立紫波総合高等学校在学中の2017年にジャパントラックカップ、高校総体、国体で優勝を果たすなど、早くから注目される。
高校卒業後は早稲田大学スポーツ科学部に進学。大学在学中も自転車競技で実績を残し、アマチュアながら日本自転車競技連盟よりトラックレース短距離強化指定選手「A」指定選手（ポディウム）を受けた（なお、現在はワンランク下の「B」（アカデミー）指定）ほか、2020年には新田祐大率いる自転車競技ナショナルチーム「ドリームシーカー」にも加入し、来る2024年のパリオリンピックを目指すことになった。
大学在学中に養成所第121回選手候補生入所試験を受験し、2021年1月合格。養成所に入所後は、第2回記録会でゴールデンキャップを獲得するなど競走訓練で優秀な競走成績を収めた。養成所が定める早期卒業者要件を満たしたことで、早期卒業候補者として選定され、自身も早期卒業する意思を示したことで、12月に競輪選手資格検定を受験。同試験に合格したことで、2021年12月17日に太田海也とともに早期卒業認定され、22日に早期卒業証書授与式が行われ、他の同期に先駆け年内で養成所を卒業した。
2022年1月1日、前橋FIIにてデビュー。デビュー戦で初勝利を挙げた。前橋FIIは3日間とも1着で完全優勝しただけでなく、続く取手FII、立川FIIと3場所完全連続したことで2月13日付でA級2班に特別昇班。さらに平塚FII、いわき平FIIと連続完全優勝し15連勝を記録。4月14日からの青森FIでも完全優勝しデビュー戦から18連勝（6場所連続完全優勝）を達成、翌4月17日付にてS級2班へ特別昇級を果たした（デビュー戦から105日）。A級3班によるチャレンジレースを導入した2008年1月以降において、本格デビュー場所から負けなしの6開催連続優勝（18連勝）でS級特別昇級を果たしたのは史上6人目、また早期卒業者では寺崎浩平以来2人目の快挙であった。6月24日、函館FI（ナイター）でも完全優勝し、2008年1月のチャレンジ戦導入後では新記録となる、デビューから無傷の21連勝を達成した。さらに8月14日の静岡FIでも完全優勝したことでデビュー以降27連勝となり、チャレンジ戦導入以降（但し、記録上は1997年以降）では山口拳矢が持っていたルーキーシリーズも含む26連勝の記録も更新した。9月8日からの青森記念でGIIIに初参戦、準決勝まで3連勝とし通算30連勝としたが、9月11日の決勝戦では9着となり、連勝記録も止まった。ただ、最終的に同年は、新人としてはトップとなる2135万7000円もの賞金を獲得した。
2023年3月17日、2023UCIトラックネーションズカップ第2戦（カイロ）・3日目の男子ケイリンにおいて、自身初のメダルとなる金メダルを獲得した。
2024年パリオリンピックの自転車競技では、男子4000メートル団体追い抜き予選に今村駿介、窪木一茂、橋本英也とともに出場したが、3分53秒489のタイムで10位となり予選敗退となった。男子ケイリンでは決勝に進出し、最終コーナーで中野を含む3選手が競り合っていたが、接触により3人とも転倒して落車し最終順位は4位となった。

## 主なタイトルと記録
- 静岡競輪場バンクレコードタイ記録（10秒8） - 2022年8月13日[23]
- デビュー以降最多連勝記録（30連勝。2008年1月からのチャレンジ戦導入以降） - 2022年9月10日

## 主な実績
いずれもアマチュア時代の実績。
2017年
- ジャパントラックカップ　ジュニアケイリン　優勝
- 高校総体　個人1kmタイムトライアル　優勝，チームスプリント　優勝
- 国民体育大会　少年スプリント　優勝

2018年
- 全日本大学対抗選手権自転車競技大会（インカレ）　個人スプリント　優勝
- 国民体育大会　成年（個人）スプリント　優勝

2019年
- 全日本自転車競技選手権大会　ケイリン　2位

2020年
- 全日本学生選手権自転車競技大会　個人スプリント　優勝
- 全日本大学対抗選手権自転車競技大会　個人スプリント　優勝
- 全日本自転車競技選手権大会　チームスプリント　2位